# Mispila curvifascia
Mispila curvifascia är en skalbaggsart som beskrevs av Stefan von Breuning 1938. Mispila curvifascia ingår i släktet Mispila och familjen långhorningar. Inga underarter finns listade i Catalogue of Life.